# FC Marsaxlokk
Der FC Marsaxlokk ist ein maltesischer Fußballverein aus dem Ort Marsaxlokk.

## Geschichte

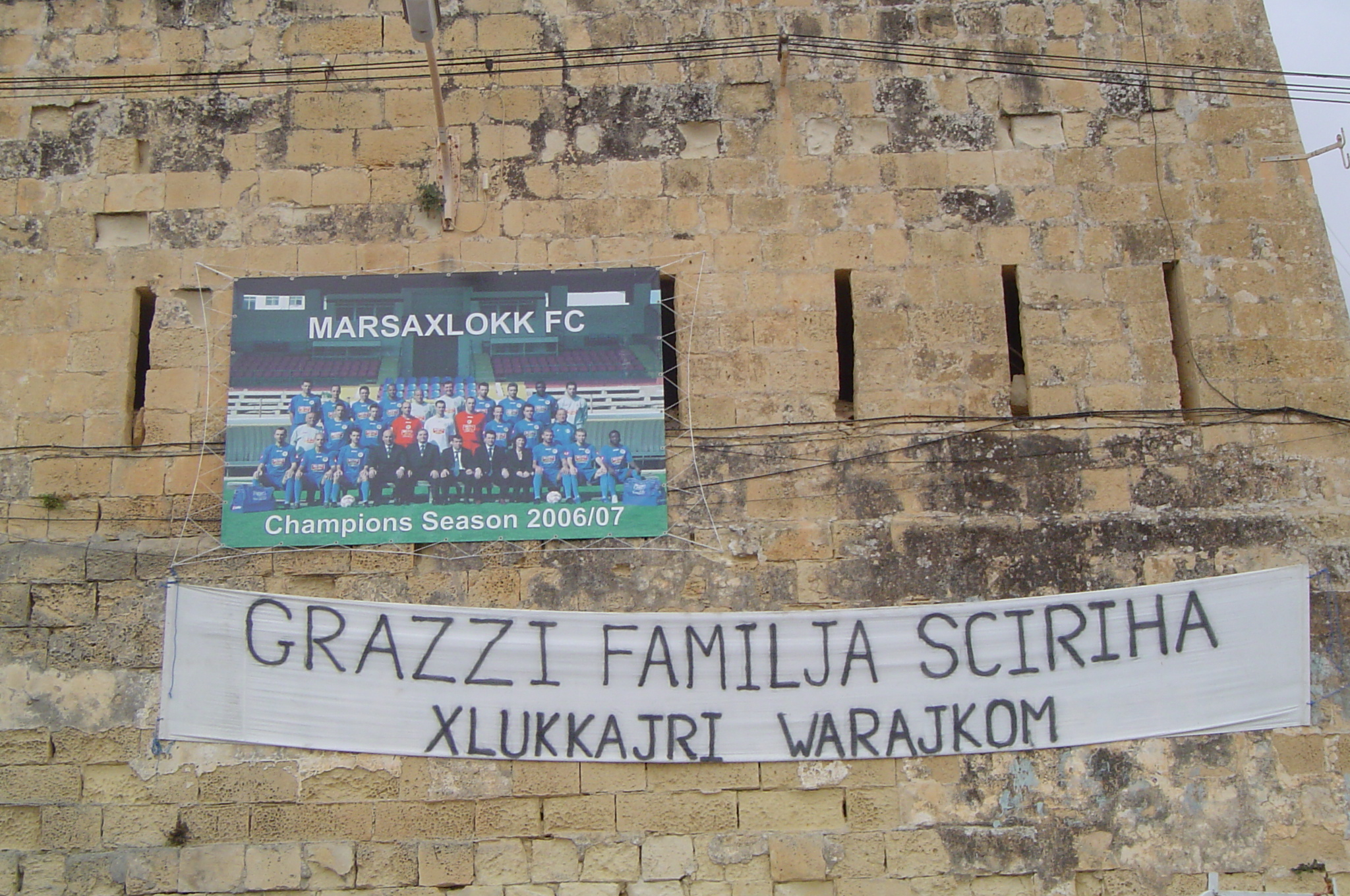
Danksagung an Sponsor am Vereinsheim von Marsaxlokk FC zur ersten Meisterschaft 2007

Am 3. November 1949 als Marsaxlokk White Stars gegründet, änderte der Klub 1954 seinen Namen und heißt seitdem schlicht FC Marsaxlokk. Anfangs spielte der Verein nur unterklassig, 2002 gelang erstmals der Aufstieg in die erstklassige Maltese Premier League. In der Spielzeit 2006/07 errang die Mannschaft die maltesische Meisterschaft.
Im September 2009 wurde der Verein nach dem 2. Spieltag der laufenden Saison in die zweite maltesische Liga strafversetzt; Grund waren andauernde Korruption durch Funktionäre. Dem FC Marsaxlokk gelang in der Folge der sofortige Wiederaufstieg. 2012 erreichte man nur den 12. und letzten Platz und stieg wieder ab.
In der Saison 2013/14 spielte Marsaxlokk nur noch in der viertklassigen Third Division.

## Europapokalbilanz
| Saison  | Wettbewerb             | Runde                  | Gegner                      | Gesamt | Hin     | Rück    |
| ------- | ---------------------- | ---------------------- | --------------------------- | ------ | ------- | ------- |
| 2004/05 | UEFA-Pokal             | 1. Qualifikationsrunde | NK Primorje                 | 0:3    | 0:1 (H) | 0:2 (A) |
| 2006    | UEFA Intertoto Cup     | 1. Runde               | HŠK Zrinjski Mostar         | 1:4    | 0:3 (A) | 1:1 (H) |
| 2007/08 | UEFA Champions League  | 1. Qualifikationsrunde | FK Sarajevo                 | 1:9    | 0:6 (H) | 1:3 (A) |
| 2008/09 | UEFA-Pokal             | 1. Qualifikationsrunde | NK Slaven Belupo Koprivnica | 0:8    | 0:4 (H) | 0:4 (A) |
| 2024/25 | UEFA Conference League | 1. Qualifikationsrunde | FK Partizani Tirana         | 2:3    | 1:1 (A) | 1:2 (H) |

Gesamtbilanz: 10 Spiele, 2 Unentschieden, 8 Niederlagen, 4:27 Tore (Tordifferenz −23)

## Erfolge
- Maltesische Meisterschaft: 2007

## Spieler

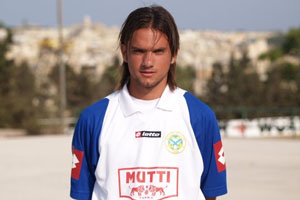
André Schembri

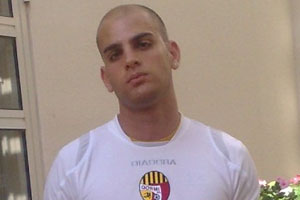
Shawn Tellus

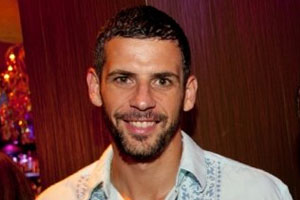
Stephen Wellman

- Julio Alcorsé
- Minabo Asechemie
- Shaun Bajada
- Petr Bartes
- Etienne Barbara
- Mark Barbara
- Chris Bart-Williams
- Daniel Bogdanović
- Hari Borislavov
- Clive Brincat
- Richard Buhagiar
- Arnold Buttigieg
- William Camenzuli
- David Camilleri
- David Carabott
- Ivan Casha
- Christian Cassar
- Dennis Cauchi
- Reginald Cini
- Renato Conceição
- Michael Cutajar
- Saviour Darmanin
- Reuben Debono
- Michael Degiorgio
- Luke Dimech
- Haruna Doda
- Kurt Farrugia
- Carmel Formosa
- Cleavon Frendo
- Samir Garci
- Reuben Gauci
- Stanimir Georgiev
- Wendell Gomes
- Justin Haber
- Malcolm Licari
- Charlo Magro
- Carlo Mamo
- Kevin Mamo
- Aleksandar Madzar
- Claude Mattocks
- Benneth Njoku
- Nuno Gomes
- Chucks Nwoko
- Udo Nwoko
- Michael Ochei
- Uwa Ogbodo
- Jamie Pace
- Cesar Paiber
- Marcelo Pereira
- Peter Pullicino
- André Rocha da Silva
- Brian Said
- Kevin Sammut
- André Schembri
- Gareth Sciberras
- Mark Sciriha
- Nikola Slavtchev
- Roderick Spiteri
- Justin Tellus
- Shawn Tellus
- Trevor Templeman
- Mitko Trendafilov
- Maurizio Valastro
- Donatas Vencevičius
- Roger Walker
- Danny Webb
- Stephen Wellman
- Ivan Zammit
- Johann Zammit